# Hugo Bueno
Hugo Bueno López (Vigo, 18 settembre 2002) è un calciatore spagnolo, difensore del Wolverhampton.

## Biografia
Anche suo fratello gemello, Guillermo, è un calciatore, e gioca nel Borussia Dortmund II.

## Carriera
Approdato nel settore giovanile del Wolverhampton nel 2019, il 3 luglio 2020 firma il primo contratto professionistico con il club inglese, di durata biennale. Dopo aver prolungato con il club inglese fino al 2023, nell'estate del 2022 viene promosso in prima squadra; esordisce con i Wolves il 15 ottobre seguente, nella partita di Premier League vinta per 1-0 contro il Nottingham Forest, sostituendo al 92º minuto Rayan Aït-Nouri.

## Statistiche

### Presenze e reti nei club
Statistiche aggiornate al 30 dicembre 2023.
| Stagione        | Squadra         | Campionato      | Campionato | Campionato | Coppe nazionali | Coppe nazionali | Coppe nazionali | Coppe continentali | Coppe continentali | Coppe continentali | Altre coppe | Altre coppe | Altre coppe | Totale | Totale | Totale |
| Stagione        | Squadra         | Comp            | Pres       | Reti       | Comp            | Pres            | Reti            | Comp               | Pres               | Reti               | Comp        | Pres        | Reti        | Pres   | Reti   |        |
| --------------- | --------------- | --------------- | ---------- | ---------- | --------------- | --------------- | --------------- | ------------------ | ------------------ | ------------------ | ----------- | ----------- | ----------- | ------ | ------ | ------ |
| 2022-2023       | Wolverhampton   | PL              | 21         | 0          | FACup+CdL       | 1+1             | 0               | -                  | -                  | -                  | -           | -           | -           | 23     | 0      |        |
| 2023-2024       | Wolverhampton   | PL              | 12         | 0          | FACup+CdL       | 0+2             | 0               | -                  | -                  | -                  | -           | -           | -           | 14     | 0      |        |
| Totale carriera | Totale carriera | Totale carriera | 33         | 0          |                 | 4               | 0               |                    | -                  | -                  |             | -           | -           | 37     | 0      |        |